# Питер Зееман
 Питер Зееман (на нидерландски: Pieter Zeeman) е нидерландски физик, носител на Нобелова награда за физика през 1902 година.

## Биография
Роден е на 25 май 1865 година в Зонемар, Нидерландия. Завършва Лайденския университет.
През 1896 година изследва въздействието на магнитното поле върху спектралните линии и открива ефект, който доказва теорията за електромагнитното излъчване на Лоренц. Днес този ефект носи името ефект на Зееман.
Умира на 9 октомври 1943 година в Амстердам на 78-годишна възраст.